# Vrpolje
Vrpolje (udtales [ʋr̩̂po̞ʎe̞]) er en landsby og en kommune i Brod-Posavina distrikt i Kroatien. Den ligger 10 km syd for Đakovo i en højde af 90 meter over havet. Kommunens indbyggertal er 3.521.